# Septembre 1937

## Événements
- 1er septembre - 9 novembre : bataille de Taiyuan.

- 5 septembre, Canada : début du feuilleton Rue Principale.

- 8 septembre[1] : les nationalistes de tous les pays arabes se réunissent au congrès de Bludan, en Syrie, afin de coordonner leur action antisioniste (fin en novembre). L’agitation reprend en Palestine mais les autorités britanniques adoptent une politique de fermeté et de répression.

- 11 septembre : attentats de la Cagoule à Paris.

- 12 septembre : Grand Prix automobile d'Italie.

- 13 septembre - 11 novembre : bataille de Xinkou.

- 22 septembre : à la demande de Staline, le Guomindang et le Parti communiste chinois s’allient pour faire front aux Japonais.

- 25 septembre : 
  - Victoire chinoise de la Huitième armée de route à la bataille de Pingxingguan dans le Shanxi.
  - Mussolini rend visite à Adolf Hitler, ce dernier lui remet l'insigne du parti nazi. Hitler est nommé Führer caporal d'honneur de la milice fasciste.[réf. nécessaire]

- 26 septembre : 
  - le commissaire britannique pour la Galilée, accusé de préparer l’expulsion des Arabes de la région, est assassiné. Les britanniques dissolvent le comité suprême arabe et arrêtent plusieurs de ses membres. Le mufti est relevé de toutes ses fonctions officielles et s’enfuit au Liban où il demeure en résidence surveillée.
  - Grand Prix automobile de Tchécoslovaquie.

## Naissances
- 1er septembre : Carmelo Bene, acteur, écrivain, réalisateur et metteur en scène italien († 16 mars 2002).
- 3 septembre : Euan Geddes, pair et homme politique conservateur britannique.
- 5 septembre : 
  - Waldemar Smolarek peintre canadien († 22 août 2010).
  - Noureddine Yazid Zerhouni, homme politique algérien († 18 décembre 2020).
- 9 septembre : Jean Augustine, femme politique canadienne.
- 10 septembre : Robert Crippen, astronaute américain.
- 11 septembre : Paola Ruffo di Calabria, sixième reine des Belges.
- 12 septembre : 
  - George Chuvalo, boxeur canadien d'origine croate.
  - Henri Lopes, écrivain, homme politique et diplomate congolais (RC) († 2 novembre 2023).
- 14 septembre :
  - Eva-Maria ten Elsen, nageuse allemande spécialiste des épreuves en brasse.
  - Jean Gicquel, juriste français.
  - Edmond Jouve, politologue français.
  - Renzo Piano, architecte italien.
- 15 septembre : Lacy Duarte, peintre uruguayenne († 27 décembre 2015).
- 18 septembre : Ralph Backstrom, joueur de hockey sur glace canadien († 7 février 2021).
- 20 septembre : Geoffrey Dear, pair et officier de police britannique.
- 22 septembre : Ameur Hizem, joueur et entraîneur tunisien de football († 4 septembre 2023).
- 26 septembre : Marina Colasanti, romancière, poétesse, journaliste et traductrice italo-brésilienne († 28 janvier 2025).
- 29 septembre : Jean-Pierre Elkabbach, journaliste et homme de télévision français († 3 octobre 2023).
- 30 septembre : Jean-Pierre Azéma, historien français († 14 juillet 2025).

## Décès
- 2 septembre : Pierre de Coubertin, le rénovateur des Jeux olympiques (° 1863).
- 21 septembre : Henri Capitant, juriste français, agrégé de droit, professeur de droit privé (° 15 septembre 1865).
- 26 septembre : Bessie Smith, chanteuse de blues américaine (° 15 avril 1894).